# Candyman
«Candyman» (с англ. — «Сластёна») — третий сингл американской певицы Кристины Агилеры из её пятого студийного альбома Back to Basics (2006), выпущенный 20 февраля 2007 года. Песня написана Кристиной и Линдой Перри. В декабре 2007 песня была номинирована на премию «Грэмми», в категории «Лучший женский поп-вокал»

## История создания

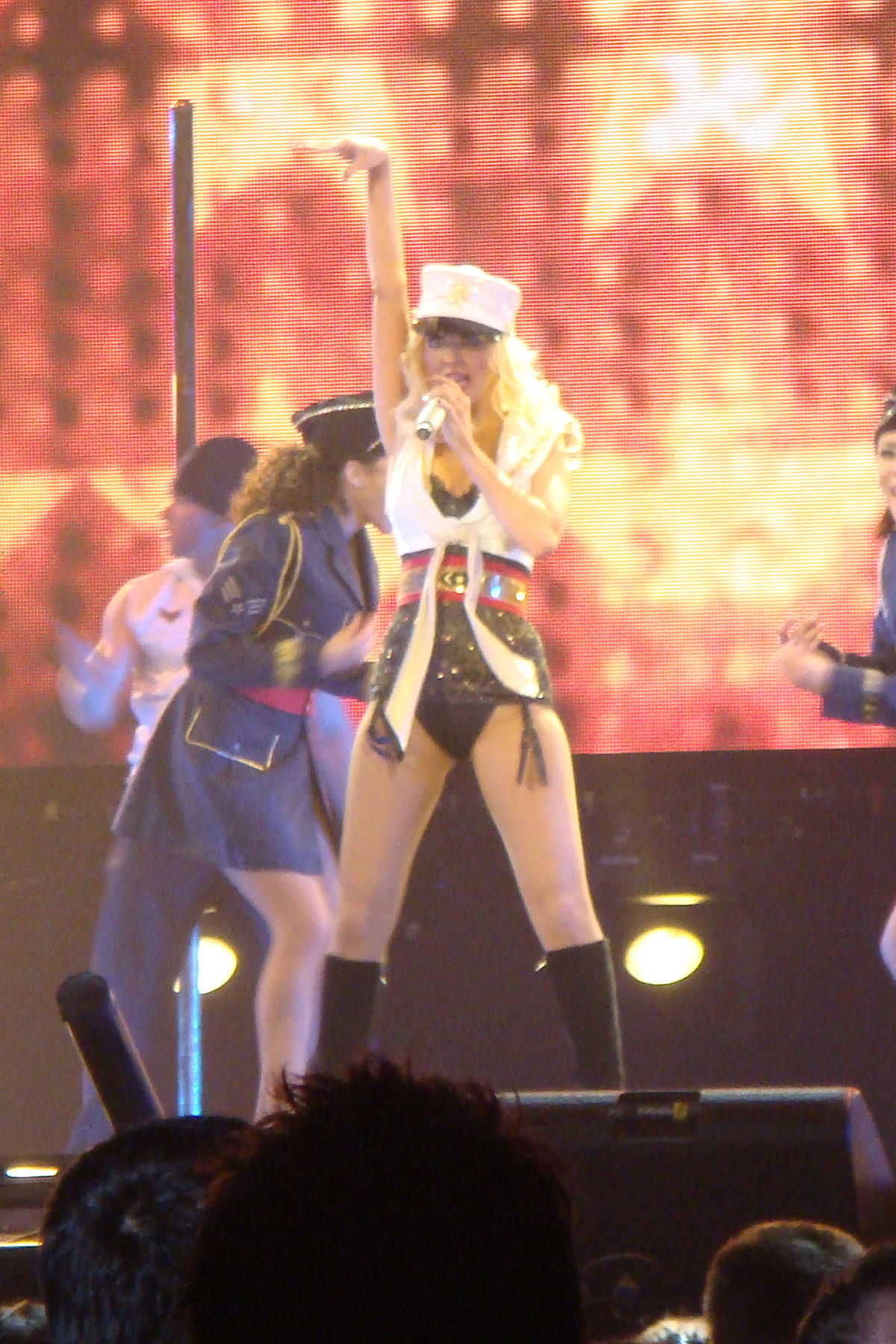
Кристина Агилера исполняет Candyman в рамках Back to Basics World Tour.

Линда Перри говорила в одном из интервью, что песня «Candyman» навеяна хитом знаменитых The Andrews Sisters «Boogie Woogie Bugle Boy» и что сингл получился очень драйвовым и заставляет танцевать.

## Релиз
Candyman был выпущен 5 февраля, 2007 года. Сингл сразу дебютировал в Billboard Hot 100 и уже на седьмой неделе достиг 25 места. В Великобритании песня стала 17-й, зато в новозеландском и австралийском чартах «Candyman» стал вторым.

## Видеоклип
Клип основан на теме Второй мировой войны. Чтобы снять это видео, Агилере пришлось арендовать аэропорт в Испании. В клипе она танцует, поет в трёх образах — блондинки, рыжей и брюнетки, своеобразная дань сестрам Andrews. Все три танцуют перед толпой военных. Эта идея взята из клипа «Boogie Woogie Bugle Boy». В другой части она появляется в роли знаменитой фабричной рабочей из старого американского плаката тех времён с лозунгом «We Can Do It!». И, наконец, Агилера предстает перед нами в образах знаменитых тогда кинозвёзд: Джуди Гарленд, Бетти Грейбл и Риты Хейворт.
22 февраля 2007 года видео дебютировало на TRL сразу на шестом месте. На июль 2019 года просмотры Candyman на Youtube составляют более 200 000 000 просмотров.

## Список композиций
Австралийский CD-сингл
1. «Candyman» (Single Edit) — 3:15
2. «Hurt» (Snowflake Radio Remix) — 4:09
3. «Candyman» (Video)

## Чарты
| Чарт(2007)                          | Высшая позиция |
| ----------------------------------- | -------------- |
| Австралия (ARIA)                    | 2              |
| Австрия (Ö3 Austria Top 40)         | 14             |
| Бельгия/Фландрия (Ultratop 50)      | 11             |
| Бельгия/Валлония (Ultratop 50)      | 13             |
| Канада (Billboard Canadian Hot 100) | 9              |
| Канада (Billboard Hot AC)           | 6              |
| СНГ (TopHit Airplay)                | 152            |
| Croatia (HRT)                       | 3              |
| Чехия (Rádio — Top 100)             | 80             |
| Дания (Tracklisten)                 | 12             |
| Германия (GfK)                      | 11             |
| Global Dance Tracks (Billboard)     | 38             |
| Венгрия (Dance Top 40)              | 21             |
| Венгрия (Rádiós Top 40)             | 3              |
| Ирландия (IRMA)                     | 12             |
| Италия (FIMI)                       | 8              |
| Новая Зеландия (Recorded Music NZ)  | 2              |
| Нидерланды (Dutch Top 40)           | 12             |
| Нидерланды (Single Top 100)         | 13             |
| Romania (Romanian Top 100)          | 9              |
| Словакия (Rádio — Top 100)          | 45             |
| Швеция (Sverigetopplistan)          | 24             |
| Швейцария (Schweizer Hitparade)     | 11             |
| UK Singles (OCC)                    | 17             |
| США (Billboard Hot 100)             | 25             |
| США (Billboard Dance Club Songs)    | 18             |
| США (Billboard Pop Airplay)         | 23             |

| Чарт(2007)                        | Позиция |
| --------------------------------- | ------- |
| Australia (ARIA)                  | 8       |
| Austria (Ö3 Austria Top 40)       | 73      |
| Europe (Eurochart Hot 100)        | 95      |
| Germany (Official German Charts)  | 92      |
| Hungary (Dance Top 40)            | 74      |
| Hungary (Rádiós Top 40)           | 14      |
| Netherlands (Single Top 100)      | 78      |
| New Zealand (RIANZ)               | 15      |
| Romania (Romanian Top 100)        | 41      |
| Switzerland (Schweizer Hitparade) | 46      |
| UK Singles (OCC)                  | 74      |

## Сертификации
| Регион | Сертификация | Продажи   |
| --- | ------------ | --------- |
| Австралия (ARIA) | Платиновый   | 70 000^   |
| Бельгия (BEA) | Золотой      | 25 000*   |
| Канада (Music Canada) | Золотой      | 20 000*   |
| Дания (IFPI Danmark) | Золотой      | 7500^     |
| Италия | —            | 55,000    |
| Новая Зеландия (RMNZ) | Золотой      | 7500*     |
| Великобритания (BPI) | Золотой      | 400 000   |
| США (RIAA) | Платиновый   | 1,153,000 |
| * Данные о продажах приведены только на основе сертификации. · ^ Данные о тиражах приведены только на основе сертификации. · Данные о продажах + прослушиваниях приведены только на основе сертификации. |              |           |